# Giuseppe Malandrino
Giuseppe Malandrino (ur. 12 lipca 1931 w Pachino, zm. 3 sierpnia 2025 w Aci Sant’Antonio) – włoski duchowny rzymskokatolicki, w latach 1998–2007 biskup Noto.

## Życiorys
Święcenia kapłańskie przyjął 19 marca 1955. 30 listopada 1979 został mianowany biskupem Acireale. Sakrę biskupią otrzymał 26 stycznia 1980. Uroczyste objęcie urzędu miało miejsce 24 lutego 1980. 19 czerwca 1998 przeniesiony na diecezję Noto. 28 sierpnia 1998 objął rządy w diecezji Noto. 16 lipca 2007 przeszedł na emeryturę.